# Доминик Тим
Доминик Тим (Винер Нојштат, 3. септембар 1993) бивши је тенисер из Аустрије, који је свој најбољи пласман у појединачној конкуренцији достигао 2. марта 2020. када је први пут заузео треће место на АТП листи.
У досадашњој каријери освојио је 17 АТП трофеја, укључујући и један из Мастерс 1000 серије у Индијан Велсу. Из четири финала на гренд слем турнирима има освојену једну титулу, на Отвореном првенству САД 2020. године.

## Каријера
Тенис је почео да игра са 6 година. Идоли током одрастања су му били сународници Штефан Коубек и Јирген Мелцер. Омиљени ударац му је форхенд, а омиљена подлога шљака. Највише воли да наступа на турнирима у Бечу и Кицбилу.
Професионалну каријеру је започео 2011. године. Највећи успех на гренд слем турнирима му је титула на Отвореном првенству САД 2020. а има и финала Ролан Гароса 2018. и 2019. и Отвореног првенства Аустралије 2020. На турнирима АТП Мастерс 1000 серије запажен резултат забележио је 2015. у Мајамију где је стигао до четвртфинала. Остаће упамћено и да је после преокрета успео да елиминише из даљег такмичења трећег тенисера света Стена Вавринку у другом колу Мастерса у Мадриду 2014.
Играо је у финалима 28 АТП турнира у појединачној конкуренцији од којих је тријумфовао на седамнаест. Прво финале је изгубио, на турниру у Кицбилу 2014. Бољи од њега био је Давид Гофен у три сета а то је било једно од најмлађих АТП финала у последњих неколико сезона.

### 2015. Три АТП титуле
До првог трофеја стиже у мају 2015. на турниру у Ници. У финалу је савладао Аргентинца Мајера. На путу до титуле победио је Ернестса Гулбиса, бившег шампиона и Џона Изнера у полуфиналу.
Два месеца касније тријумфује на турниру у Умагу, савладавши Португалца Созу у финалу. Интересантно је да су му до финала чак два тенисера предала мечеве у току игре, а једино је са Монфисом у полуфиналу одиграо читав меч.
Већ наредне недеље дошао је до титуле у швајцарском Гштаду. Противник у финалу је био Белгијанац Гофен коме се реванширао за пораз у Кицбилу годину дана раније. На тај начин Тим је постао тек четврти тенисер, рођен у деведесетим, а који је освојио бар три титуле на АТП такмичењима.

### 2016. Четири АТП титуле, полуфинале Ролан Гароса и пробој у топ 10 тенисера
И у 2016. је наставио са добрим резултатима. После трећег кола Отвореног првенства Аустралије успео је да освоји нови трофеј, на турниру у Буенос Ајресу. За противника је имао Николаса Алмагра којег је победио у три сета. То је први пут од 2002. и Николаса Масуа да титулу у Буенос Ајресу није освојио домаћи или шпански тенисер. На овом турниру је забележио једну од најзначајнијих победа у каријери савладавши у полуфиналу Рафаела Надала. У трећем сету је чак спасио једну меч лопту.
Крај фебруара је обележила нова титула, овог пута на турниру у Акапулку. У финалу је био бољи од Бернарда Томића после три сета игре. То је уједно први тријумф Аустријанца на неком турниру серије 500 и први на тврдој подлози.
У финале турнира у Минхену ушао је као играч са највише победа у сезони (29) али губи од Немца Филипа Колшрајбера у три сета. То је његов први пораз после пет узастопних победа у АТП финалима.
После ране елиминације на мастерсу у Мадриду где је заустављен већ у првом колу од Аргентинца Хуана Мартина дел Потра, у Риму је стигао до четвртфинала а бољи од њега је био Јапанац Кеј Нишикори. Пре сусрета са Нишикоријем, Тим је у 3. колу направио изненађење победивши Роџера Федерера у два сета. То је била његова четврта победа над топ 10 играчима и прва против 17-струког гренд слем шампиона.
Већ на наредном турниру, у Ници, поново подиже победнички пехар, и тако постаје десети играч у текућој сезони који је задржао титулу и други који је то урадио у седмогодишњој историји овог турнира (поред Николаса Алмагра 2011/12). У финалу је савладао 19-годишњег Александра Зверева после три сета игре, а у току меча је имао повремених проблема са повредом десног рамена. Ово је уједно била и његова 36. победа од почетка године колико је имао током целе 2015.
На другом гренд слем турниру сезоне, Ролан Гаросу, остварио је најбољи успех у каријери пласиравши се у полуфинале где је убедљиво поражен у три сета од каснијег шампиона Новака Ђоковића. На путу до полуфинала играо је против три Шпанца: Сервантеса - 1. коло, Гарсије-Лопеза - 2. коло и Гранољерса - 4. коло, са Александром Зверевим се састао у 3. колу а у четвртфиналу је победио 12. носиоца Давида Гофена. Захваљујући постигнутом резултату, Тим је напредовао на наредној АТП листи и постао 7. тенисер света.
На турниру у Штутгарту, где је био постављен за трећег носиоца, у полуфиналу је савладао Швајцарца Роџера Федерера, други пут од почетка године. Меч је био веома динамичан. После изгубљеног првог сета 3:6, Тим је у другом сету водио са чак 5:0. Међутим, Федерер је успео да потпуно преокрене резултат и да чак дође до две меч лопте које није искористио. На крају, други сет је решен у тај-брејку у корист Аустријанца. Затим је наступила пауза због кише, а у трећем сету Тим долази до брејка у седмом гему и ствара предност од 4:3. Тада је поново прекинута игра због падавина, а по повратку на терен успешно је одсервирао још два пута и на тај начин пласирао се у своје прво финале на трави. У финалу је играо против Филипа Колшрајбера, а и овај меч је имао прекиде због кише (при резултату 6:6, 3:2 за Немца). Сутрадан је настављена игра, Колшрајбер је добио први сет али изгубио наредна два резултатом 6:4. Првом титулом на трави, Доминик Тим је постао тек девети активни играч и двадесетдевети у историји опен ере који је успео да освоји три титуле на три различите подлоге у једној години. Такође, забележио је и рекордну 45. победу у сезони.

## Приватни живот
Родитељи Волфганг и Карин су професионални тениски тренери. Његов млађи брат Мориц иде у школу и игра на међународним јуниорским турнирима и сања о професионалној каријери. Тим је велики љубитељ фудбала и навијач Челсија. Такође, ужива да прати такмичења у ски-скоковима. Омиљена храна му је суши. Од новембра 2014. до априла 2015. служио је у аустријској војсци али није пропустио ниједан турнир.
Тим је од 2017. до 2019. био у вези са француском тенисерком Кристином Младеновић.

## Гренд слем финала

### Појединачно: 4 (1:3)
| Исход     | Бр. | Година | Турнир                        | Подлога | Противник         | Резултат                     |
| --------- | --- | ------ | ----------------------------- | ------- | ----------------- | ---------------------------- |
| Финалиста | 1.  | 2018.  | Ролан Гарос                   | Шљака   | Рафаел Надал      | 4:6, 3:6, 2:6                |
| Финалиста | 2.  | 2019.  | Ролан Гарос (2)               | Шљака   | Рафаел Надал      | 3:6, 7:5, 1:6, 1:6           |
| Финалиста | 3.  | 2020.  | Отворено првенство Аустралије | Тврда   | Новак Ђоковић     | 4:6, 6:4, 6:2, 3:6, 4:6      |
| Победник  | 1.  | 2020.  | Отворено првенство САД        | Тврда   | Александар Зверев | 2:6, 4:6, 6:4, 6:3, 7:6(8:6) |

## Финала завршног првенства сезоне

### Појединачно: 2 (0:2)
| Исход     | Бр. | Година | Турнир | Подлога   | Противник        | Резултат                |
| --------- | --- | ------ | ------ | --------- | ---------------- | ----------------------- |
| Финалиста | 1.  | 2019.  | Лондон | Тврда (д) | Стефанос Циципас | 7:6(8:6), 2:6, 6:7(4:7) |
| Финалиста | 2.  | 2020.  | Лондон | Тврда (д) | Данил Медведев   | 6:4, 6:7(2:7), 4:6      |

## Финала АТП мастерс 1000 серије

### Појединачно: 3 (1:2)
| Исход     | Бр. | Година | Турнир       | Подлога | Противник         | Резултат       |
| --------- | --- | ------ | ------------ | ------- | ----------------- | -------------- |
| Финалиста | 1.  | 2017.  | Мадрид       | Шљака   | Рафаел Надал      | 6:7(8:10), 4:6 |
| Финалиста | 2.  | 2018.  | Мадрид (2)   | Шљака   | Александар Зверев | 4:6, 4:6       |
| Победник  | 1.  | 2019.  | Индијан Велс | Тврда   | Роџер Федерер     | 3:6, 6:3, 7:5  |

### Парови: 1 (0:1)
| Исход     | Бр. | Година | Турнир | Подлога | Партнер         | Противници                    | Резултат |
| --------- | --- | ------ | ------ | ------- | --------------- | ----------------------------- | -------- |
| Финалиста | 1.  | 2019.  | Мадрид | Шљака   | Дијего Шварцман | Жан-Жилијен Ројер Орија Текау | 2:6, 3:6 |

## АТП финала

### Појединачно: 29 (17:12)
| Легенда                        |
| ------------------------------ |
| Гренд слем турнири (1:3)       |
| Завршно првенство сезоне (0:2) |
| АТП мастерс 1000 (1:2)         |
| АТП 500 (5:1)                  |
| АТП 250 (10:4)                 |

| Финала по подлози |
| ----------------- |
| Тврда (6:4)       |
| Шљака (10:8)      |
| Трава (1:0)       |

| Финала по локацији |
| ------------------ |
| Отворено (15:9)    |
| Дворана (2:3)      |

| Исход     | Бр. | Датум               | Турнир                       | Подлога   | Противник            | Резултат                     |
| --------- | --- | ------------------- | ---------------------------- | --------- | -------------------- | ---------------------------- |
| Финалиста | 1.  | 2. август 2014.     | Кицбил, Аустрија             | Шљака     | Давид Гофен          | 6:4, 1:6, 3:6                |
| Победник  | 1.  | 23. мај 2015.       | Ница, Француска              | Шљака     | Леонардо Мајер       | 6:7(8:10), 7:5, 7:6(7:2)     |
| Победник  | 2.  | 26. јул 2015.       | Умаг, Хрватска               | Шљака     | Жоао Соза            | 6:4, 6:1                     |
| Победник  | 3.  | 2. август 2015.     | Гштад, Швајцарска            | Шљака     | Давид Гофен          | 7:5, 6:2                     |
| Победник  | 4.  | 14. фебруар 2016.   | Буенос Ајрес, Аргентина      | Шљака     | Николас Алмагро      | 7:6(7:2), 3:6, 7:6(7:4)      |
| Победник  | 5.  | 28. фебруар 2016.   | Акапулко, Мексико            | Тврда     | Бернард Томић        | 7:6(8:6), 4:6, 6:3           |
| Финалиста | 2.  | 1. мај 2016.        | Минхен, Немачка              | Шљака     | Филип Колшрајбер     | 6:7(7:9), 6:4, 6:7(4:7)      |
| Победник  | 6.  | 21. мај 2016.       | Ница, Француска (2)          | Шљака     | Александар Зверев    | 6:4, 3:6, 6:0                |
| Победник  | 7.  | 12–13. јун 2016.    | Штутгарт, Немачка            | Трава     | Филип Колшрајбер     | 6:7(2:7), 6:4, 6:4           |
| Финалиста | 3.  | 25. септембар 2016. | Мец, Француска               | Тврда (д) | Лука Пуј             | 6:7(5:7), 2:6                |
| Победник  | 8.  | 26. фебруар 2017.   | Рио, Бразил                  | Шљака     | Пабло Карењо Буста   | 7:5, 6:4                     |
| Финалиста | 4.  | 30. април 2017.     | Барселона, Шпанија           | Шљака     | Рафаел Надал         | 4:6, 1:6                     |
| Финалиста | 5.  | 14. мај 2017.       | Мадрид, Шпанија              | Шљака     | Рафаел Надал         | 6:7(8:10), 4:6               |
| Победник  | 9.  | 18. фебруар 2018.   | Буенос Ајрес, Аргентина (2)  | Шљака     | Аљаж Бедене          | 6:2, 6:4                     |
| Финалиста | 6.  | 13. мај 2018.       | Мадрид, Шпанија (2)          | Шљака     | Александар Зверев    | 4:6, 4:6                     |
| Победник  | 10. | 26. мај 2018.       | Лион, Француска              | Шљака     | Жил Симон            | 3:6, 7:6(7:1), 6:1           |
| Финалиста | 7.  | 10. јун 2018.       | Ролан Гарос, Француска       | Шљака     | Рафаел Надал         | 4:6, 3:6, 2:6                |
| Победник  | 11. | 23. септембар 2018. | Санкт Петербург, Русија      | Тврда (д) | Мартин Клижан        | 6:3, 6:1                     |
| Победник  | 12. | 17. март 2019.      | Индијан Велс, САД            | Тврда     | Роџер Федерер        | 3:6, 6:3, 7:5                |
| Победник  | 13. | 28. април 2019.     | Барселона, Шпанија           | Шљака     | Данил Медведев       | 6:4, 6:0                     |
| Финалиста | 8.  | 9. јун 2019.        | Ролан Гарос, Француска (2)   | Шљака     | Рафаел Надал         | 3:6, 7:5, 1:6, 1:6           |
| Победник  | 14. | 3. август 2019.     | Кицбил, Аустрија             | Шљака     | Алберт Рамос-Вињолас | 7:6(7:0), 6:1                |
| Победник  | 15. | 6. октобар 2019.    | Пекинг, Кина                 | Тврда     | Стефанос Циципас     | 3:6, 6:4, 6:1                |
| Победник  | 16. | 27. октобар 2019.   | Беч, Аустрија                | Тврда (д) | Дијего Шварцман      | 3:6, 6:4, 6:3                |
| Финалиста | 9.  | 17. новембар 2019.  | Лондон, Велика Британија     | Тврда (д) | Стефанос Циципас     | 7:6(8:6), 2:6, 6:7(4:7)      |
| Финалиста | 10. | 2. фебруар 2020.    | Мелбурн, Аустралија          | Тврда     | Новак Ђоковић        | 4:6, 6:4, 6:2, 3:6, 4:6      |
| Победник  | 17. | 13. септембар 2020. | Њујорк, САД                  | Тврда     | Александар Зверев    | 2:6, 4:6, 6:4, 6:3, 7:6(8:6) |
| Финалиста | 11. | 22. новембар 2020.  | Лондон, Велика Британија (2) | Тврда (д) | Данил Медведев       | 6:4, 6:7(2:7), 4:6           |
| Финалиста | 12. | 5. август 2023.     | Кицбил, Аустрија (2)         | Шљака     | Себастијан Баез      | 3:6, 1:6                     |

### Парови: 3 (0:3)
| Легенда                        |
| ------------------------------ |
| Гренд слем турнири (0:0)       |
| Завршно првенство сезоне (0:0) |
| АТП мастерс 1000 (0:1)         |
| АТП 500 (0:0)                  |
| АТП 250 (0:2)                  |

| Финала по подлози |
| ----------------- |
| Тврда (0:0)       |
| Шљака (0:3)       |
| Трава (0:0)       |

| Финала по локацији |
| ------------------ |
| Отворено (0:3)     |
| Дворана (0:0)      |

| Исход     | Бр. | Датум             | Турнир                  | Подлога | Партнер         | Противници                      | Резултат         |
| --------- | --- | ----------------- | ----------------------- | ------- | --------------- | ------------------------------- | ---------------- |
| Финалиста | 1.  | 23. јул 2016.     | Кицбил, Аустрија        | Шљака   | Денис Новак     | Весли Колхоф Матве Миделкоп     | 6:2, 3:6, [9:11] |
| Финалиста | 2.  | 17. фебруар 2019. | Буенос Ајрес, Аргентина | Шљака   | Дијего Шварцман | Максимо Гонзалез Орасио Зебаљос | 1:6, 1:6         |
| Финалиста | 3.  | 12. мај 2019.     | Мадрид, Шпанија         | Шљака   | Дијего Шварцман | Жан-Жилијен Ројер Орија Текау   | 2:6, 3:6         |

## Победе над топ 10 тенисерима
Тим има однос победа и пораза 32:51 (38,6%) против тенисера који су у време одигравања меча били рангирани међу првих 10 на АТП листи.
| Сезона | 2014. | 2015. | 2016. | 2017. | 2018. | 2019. | 2020. | 2021. | 2022. | 2023. | Укупно |
| Победе | 1     | 0     | 5     | 4     | 5     | 9     | 8     | 0     | 0     | 0     | 32     |

| #     | Играч              | Позиција | Турнир                   | Подлога   | Коло | Резултат                          | Позиција Тима |
| ----- | ------------------ | -------- | ------------------------ | --------- | ---- | --------------------------------- | ------------- |
| 2014. |                    |          |                          |           |      |                                   |               |
| 1.    | Стен Вавринка      | Бр. 3    | Мадрид, Шпанија          | Шљака     | 2К   | 1:6, 6:2, 6:4                     | Бр. 70        |
| 2016. |                    |          |                          |           |      |                                   |               |
| 2.    | Рафаел Надал       | Бр. 5    | Буенос Ајрес, Аргентина  | Шљака     | ПФ   | 6:4, 4:6, 7:6(7:4)                | Бр. 19        |
| 3.    | Давид Ферер        | Бр. 6    | Рио де Жанеиро, Бразил   | Шљака     | ЧФ   | 6:3, 6:2                          | Бр. 19        |
| 4.    | Роџер Федерер      | Бр. 2    | Рим, Италија             | Шљака     | 3К   | 7:6(7:2), 6:4                     | Бр. 15        |
| 5.    | Роџер Федерер      | Бр. 3    | Штутгарт, Немачка        | Трава     | ПФ   | 3:6, 7:6(9:7), 6:4                | Бр. 7         |
| 6.    | Гаел Монфис        | Бр. 6    | Лондон, Велика Британија | Тврда (д) | ГФ   | 6:3, 1:6, 6:4                     | Бр. 9         |
| 2017. |                    |          |                          |           |      |                                   |               |
| 7.    | Енди Мари          | Бр. 1    | Барселона, Шпанија       | Шљака     | ПФ   | 6:2, 3:6, 6:4                     | Бр. 9         |
| 8.    | Рафаел Надал       | Бр. 4    | Рим, Италија             | Шљака     | ЧФ   | 6:4, 6:3                          | Бр. 7         |
| 9.    | Новак Ђоковић      | Бр. 2    | Ролан Гарос, Француска   | Шљака     | ЧФ   | 7:6(7:5), 6:3, 6:0                | Бр. 7         |
| 10.   | Пабло Карењо Буста | Бр. 10   | Лондон, Велика Британија | Тврда (д) | ГФ   | 6:3, 3:6, 6:4                     | Бр. 4         |
| 2018. |                    |          |                          |           |      |                                   |               |
| 11.   | Рафаел Надал       | Бр. 1    | Мадрид, Шпанија          | Шљака     | ЧФ   | 7:5, 6:3                          | Бр. 7         |
| 12.   | Кевин Андерсон     | Бр. 8    | Мадрид, Шпанија          | Шљака     | ПФ   | 6:4, 6:2                          | Бр. 7         |
| 13.   | Александар Зверев  | Бр. 3    | Ролан Гарос, Француска   | Шљака     | ЧФ   | 6:4, 6:2, 6:1                     | Бр. 8         |
| 14.   | Кевин Андерсон     | Бр. 5    | Њујорк, САД              | Тврда     | 4К   | 7:5, 6:2, 7:6(7:2)                | Бр. 9         |
| 15.   | Кеј Нишикори       | Бр. 9    | Лондон, Велика Британија | Тврда (д) | ГФ   | 6:1, 6:4                          | Бр. 8         |
| 2019. |                    |          |                          |           |      |                                   |               |
| 16.   | Роџер Федерер      | Бр. 4    | Индијан Велс, САД        | Тврда     | Ф    | 3:6, 6:3, 7:5                     | Бр. 8         |
| 17.   | Рафаел Надал       | Бр. 2    | Барселона, Шпанија       | Шљака     | ПФ   | 6:4, 6:4                          | Бр. 5         |
| 18.   | Роџер Федерер      | Бр. 3    | Мадрид, Шпанија          | Шљака     | ЧФ   | 3:6, 7:6(13:11), 6:4              | Бр. 5         |
| 19.   | Новак Ђоковић      | Бр. 1    | Ролан Гарос, Француска   | Шљака     | ПФ   | 6:2, 3:6, 7:5, 5:7, 7:5           | Бр. 4         |
| 20.   | Карен Хачанов      | Бр. 9    | Пекинг, Кина             | Тврда     | ПФ   | 2:6, 7:6(7:5), 7:5                | Бр. 5         |
| 21.   | Стефанос Циципас   | Бр. 7    | Пекинг, Кина             | Тврда     | Ф    | 3:6, 6:4, 6:1                     | Бр. 5         |
| 22.   | Роџер Федерер      | Бр. 3    | Лондон, Велика Британија | Тврда (д) | ГФ   | 7:5, 7:5                          | Бр. 5         |
| 23.   | Новак Ђоковић      | Бр. 2    | Лондон, Велика Британија | Тврда (д) | ГФ   | 6:7(5:7), 6:3, 7:6(7:5)           | Бр. 5         |
| 24.   | Александар Зверев  | Бр. 7    | Лондон, Велика Британија | Тврда (д) | ПФ   | 7:5, 6:3                          | Бр. 5         |
| 2020. |                    |          |                          |           |      |                                   |               |
| 25.   | Гаел Монфис        | Бр. 10   | Мелбурн, Аустралија      | Тврда     | 4К   | 6:2, 6:4, 6:4                     | Бр. 5         |
| 26.   | Рафаел Надал       | Бр. 1    | Мелбурн, Аустралија      | Тврда     | ЧФ   | 7:6(7:3), 7:6(7:4), 4:6, 7:6(8:6) | Бр. 5         |
| 27.   | Александар Зверев  | Бр. 7    | Мелбурн, Аустралија      | Тврда     | ПФ   | 3:6, 6:4, 7:6(7:3), 7:6(7:4)      | Бр. 5         |
| 28.   | Данил Медведев     | Бр. 5    | Њујорк, САД              | Тврда     | ПФ   | 6:2, 7:6(9:7), 7:6(7:5)           | Бр. 3         |
| 29.   | Александар Зверев  | Бр. 7    | Њујорк, САД              | Тврда     | Ф    | 2:6, 4:6, 6:4, 6:3, 7:6(8:6)      | Бр. 3         |
| 30.   | Стефанос Циципас   | Бр. 6    | Лондон, Велика Британија | Тврда (д) | ГФ   | 7:6(7:5), 4:6, 6:3                | Бр. 3         |
| 31.   | Рафаел Надал       | Бр. 2    | Лондон, Велика Британија | Тврда (д) | ГФ   | 7:6(9:7), 7:6(7:4)                | Бр. 3         |
| 32.   | Новак Ђоковић      | Бр. 1    | Лондон, Велика Британија | Тврда (д) | ПФ   | 7:5, 6:7(10:12), 7:6(7:5)         | Бр. 3         |